# Chitradurga (Distrikt)
Der Distrikt Chitradurga (Kannada: ಚಿತ್ರದುರ್ಗ ಜಿಲ್ಲೆ; auch: Chitradurg, früher anglisiert Chitaldroog) ist ein Distrikt des indischen Bundesstaates Karnataka. Verwaltungszentrum ist die namensgebende Stadt Chitradurga.

## Geografie

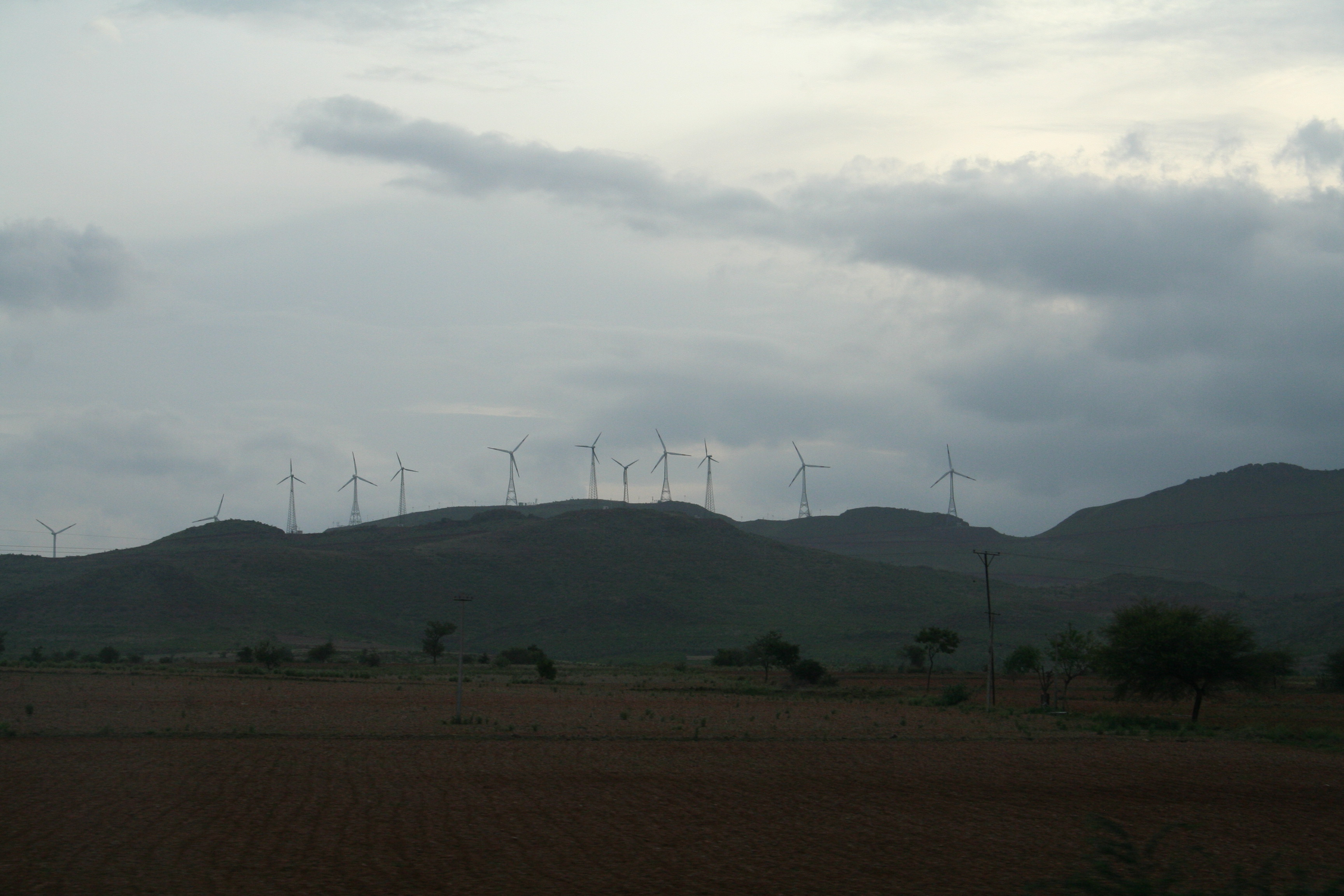
Landschaft im Distrikt Chitradurga

Der Distrikt Chitradurga liegt in Zentralkarnataka an der Grenze zum Bundesstaat Andhra Pradesh. Nachbardistrikte sind Tumakuru im Südosten, Chikkamagaluru im Südwesten, Davanagere im Nordwesten, Ballari im Norden (alle gehören zu Karnataka) sowie Anantapur (Andhra Pradesh) im Osten.
Die Fläche des Distrikts Chitradurga beträgt 8.428 Quadratkilometer. Das Distriktgebiet gehört zum südlichen Teil des Dekkan-Plateaus und stellt sich als Hochebene dar, aus der sich vereinzelt Berge erheben. Von Süden nach Norden fließt der Fluss Vedavathi (Hagari), ein Zufluss des Tungabhadra, durch den Distrikt Chitradurga.
Der Distrikt Chitradurga ist in die sechs Taluks Challakere, Chitradurga, Hiriyur, Holalkere, Hosadurga und Molakalmuru unterteilt.

## Geschichte

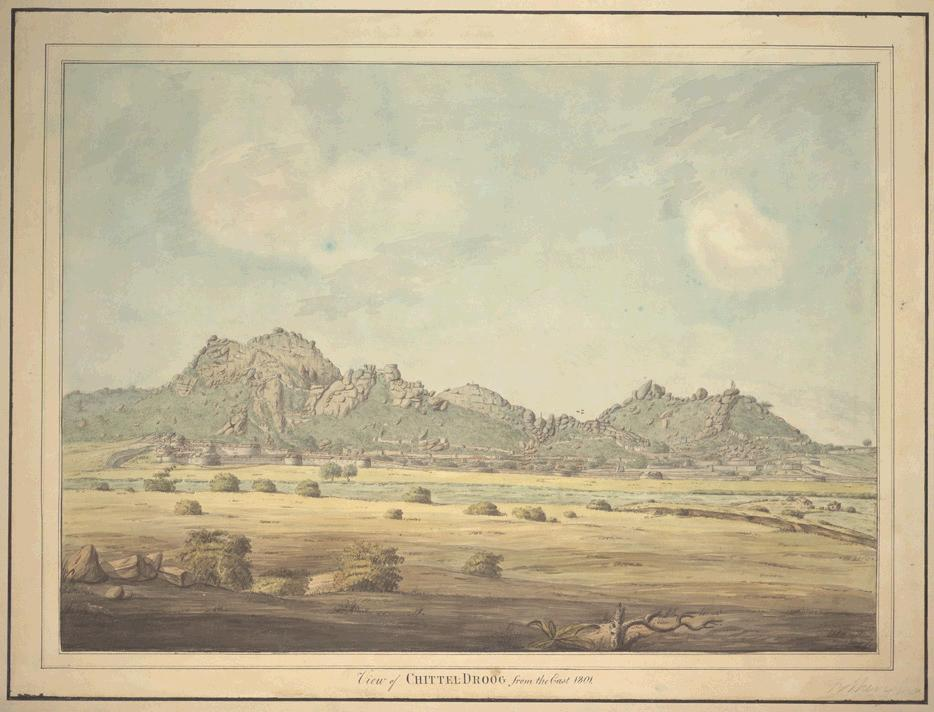
Ansicht des Forts Chitradurga (R. H. Fotheringham, 1801)

Der Fund von Edikten des Ashoka im Distrikt Chitradurga zeigt, dass das Gebiet des heutigen Distrikts im 3. Jahrhundert v. Chr. zum Großreich der Maurya gehörte. Später stand die Gegend unter der Herrschaft wechselnder Dynastien wie der Rashtrakuta, Chalukya und Hoysala. Nach einer Invasion des Sultanats von Delhi im 14. Jahrhundert kam Chitradurga schließlich zum hinduistischen Vijayanagar-Reich. Im 15. Jahrhundert setzten die Könige von Vijayanagar Militärstatthalter (Nayaks) in Chitradurga ein, die das Fort Chitradurga ausbauten und sich nach dem Fall Vijayanagars im 16. Jahrhundert selbstständig machten. 1779 eroberte Hyder Ali das Fort und machte das Gebiet von Chitradurga damit zu einem Teil des Königreichs Mysore.
Nach Ende der Mysore-Kriege wurde Mysore zu einem nominell souveränen Fürstenstaat unter britischer Oberhoheit. Während der britischen Kolonialzeit war der Distrikt Chitradurga seit 1886 als einer der Distrikte Mysores eingerichtet. Nach der indischen Unabhängigkeit vollzog Mysore 1949 den Anschluss an die Indische Union. Durch die Neuordnung der indischen Bundesstaaten im Zuge des States Reorganisation Act wurde der Distrikt Chitradurga 1956 zu einem Teil des nach den Sprachgrenzen des Kannada geschaffenen Bundesstaats Mysore (1973 umbenannt in Karnataka). 1997 spaltete sich der Distrikt Davanagere als eigenständiger Distrikt von Chitradurga ab.

## Bevölkerung
Bei der indischen Volkszählung 2011 hatte der Distrikt Chitradurga 1.659.456  Einwohner. Im Vergleich zur letzten Volkszählung 2001 war die Einwohnerzahl um 9,4 Prozent und somit niedriger als im Mittel Karnatakas (15,7 Prozent) gewachsen. Die Bevölkerungsdichte lag mit 197 Einwohnern pro Quadratkilometer unter dem Durchschnitt des Bundesstaates (319 Einwohner pro Quadratkilometer). Der Distrikt Chitradurga ist deutlich ländlich geprägt: Nur 19,8 Prozent der Bevölkerung lebten in Städten, während es in ganz Karnataka 38,6 Prozent waren. Die Alphabetisierungsquote lag mit 73,7 Prozent etwas niedriger als der Mittelwert Karnatakas (76,1 Prozent).
Unter den Einwohnern des Distrikts stellten Hindus nach der Volkszählung 2011 mit 91,6 Prozent eine große Mehrheit. Zum Islam bekannte sich eine Minderheit von 7,8 Prozent. Die Volkszählung 2011 klassifizierte 18,2 Prozent der Distriktbevölkerung als Angehörige der registrierten Stammesbevölkerung (scheduled tribes). Dabei handelt es sich fast ausschließlich um Angehörige des Stamms der Naikda.
Neben Kannada, der Hauptsprache Karnatakas, und Urdu, das wie in den meisten Teilen Karnatakas von der Mehrheit der Muslime gesprochen wird, ist im Distrikt Chitradurga auch Telugu, die Sprache des Nachbarbundesstaats Andhra Pradesh, verbreitet.

## Städte
| Stadt       | Einwohner (2001) |
| ----------- | ---------------- |
| Challakere  | 49.065           |
| Chitradurga | 122.594          |
| Hiriyur     | 48.772           |
| Holakere    | 14.571           |
| Hosdurga    | 22.480           |
| Molakalmuru | 14.131           |